# Neciklopedija
Neciklopedija je satirička parodija Wikipedije koju drži organizacija iz SAD, Wikia. Ona je slobodna neenciklopedija, na kojoj njeni suradnici pišu članke s netočnim informacijama, čime doprinose njenoj kvaliteti, odnosno, Neciklopedija se naziva šaljivom zbog netočnih informacija koji često mogu nasmijati njene posjetioce. Stranica je otvorena 5. siječnja 2005. godine, a stvorio ga je John Hogan, također poznat pod nadimkom „Kronario“. Logo Neciklopedije je izdubljen krumpir pod nazivom Sofija (što znači mudrost), što je zapravo izmijenjen logo Wikipedije.
Od svog početka, Neciklopedija je polako porasla u originalnog webhostea. U ožujku 2005., Angela Beesley, potpredsjednik Wikia, Inc. objavila je da će Neciklopedija biti dio projekta Wikia, da stranica ima licencu i da će ostati u nepromijenjenom obliku. Hogan je premjestio uncyclopedia.org na domenu Wikia, Inc. 10. lipnja 2005. godine. Ideja da se stvori Neciklopedija prvi put pojavljena je na engleskoj wikipediji, u kojima su bili komentari kao Bad jokes and other deleted nonsense. Na glavnoj stranici Neciklopedije se pojavilo mnogo ljudi, ili po svojim izjavama ili aluzijama i dojmovima na njih. Neki od ovih ljudi imaju gotovo kultni status i aluzija na njih je skoro na svakoj stranici.
Jedan od ljudi na čiji se račun najviše šalilo je Oscar Wilde. Neki od članaka je u potpunosti izmišljeno ili parodično. Neciklopedija također voli ismijavati Wikipediju pod izgovorom da je Wikipedija za ljude bez smisla za humor ili u nekim slučajevima da je Wikipedija parodija na Neciklopediju. Trenutno je najveća neciklopedija engleska neciklopedija, koja ima preko 20 000 "članaka". Hrvatska inačica ima više od 250 "članaka".

## Vanjske poveznice
- Glavna stranica Neciklopedije (engl.)
- Stranica na hrvatskom jeziku